# 장존
장존(張存, ? ~ ?)은 중국 후한 말 유비 휘하의 정치인이다. 자는 처인(處仁)이며 형주 남양군 사람이다. 익주 탈취를 제안한 방통과는 의견이 달랐다.

## 생애
211년(건안 16년), 형주종사(―從事)로서 유비를 수행해 촉으로 들어갔다. 212년, 유비가 익주목 유장과의 전쟁을 시작해 남쪽으로 밀고 내려갔다.(유비의 입촉) 213년, 광한군 낙현(雒縣)에 이르러 광한태수에 임명되었다. 214년, 공성전 도중 방통이 유시(流矢)에 맞아 전사하였다. 유비가 방통을 가상히 여겨 찬탄하자 본래 방통과 의견이 달랐던 장존은 “방통이 비록 충성을 다했던 몹시 아까운 인물이긴 합니다만 천하의 올바른 도리는 어겼습니다.”라고 하였다. 유비는 방통이 살신성인을 이뤘다고 화를 내며 장존을 면직시켰다. 얼마 뒤에 병사하였다.

## 평가
양희는 장존이 계책을 깨우쳤다며 초 지방에서 그윽한 향기를 풍긴 인사 중 하나라 하였다.

## 참고 문헌
- 《삼국지》45권 촉서 제15 양희
- 《삼국지》32권 촉서 제2 선주 유비